# Hetin
Hetin (ćirilično: Хетин, mađarski: Tamásfalva ili Hetény) je naselje u Banatu u Vojvodini u sastavu općine Žitište.

## Stanovništvo
U naselju Hetin živi 763 stanovnika, od toga 638 punoljetna stanovnika, prosječna starost stanovništva iznosi 46,8 godina (44,9 kod muškaraca i 48,5 kod žena). U naselju ima 328 domaćinstava, a prosječan broj članova po domaćinstvu je 2,33.
| Etnički sastav 2002. |            |        |
| Narod                | Stanovnika | %      |
| Mađari               | 406        | 53,21% |
| Srbi                 | 306        | 40,10% |
| Romi                 | 10         | 1,31%  |
| Jugoslaveni          | 8          | 1,04%  |
| Hrvati               | 4          | 0,52%  |
| Rumunji              | 2          | 0,13%  |
| Slovaci              | 1          | 0,13%  |
| Crnogorci            | 1          | 0,13%  |
| nepoznato            | 3          | 0,39%  |

| broj stanovnika | 2263  | 2160  | 2008  | 1604  | 1139  | 881   | 763   |
|                 | 1948. | 1953. | 1961. | 1971. | 1981. | 1991. | 2001. |

## Vanjske poveznice
- Karte, položaj, zemljopisni podaci o naselju